# Енелі Єфімова
Енелі Єфімова (27 грудня 2006) — естонська плавчиня. Учасниця Чемпіонату Європи з водних видів спорту 2021, де у фіналі на дистанції 100 метрів брасом посіла 8-ме місце. На цій самій дистанції здобула золоту медаль на Чемпіонаті Європи з плавання серед юніорів 2021.